# Repo! The Genetic Opera
Repo! The Genetic Opera és una òpera rock estatunidenca de 2008 dirigida per Darren Lynn Bousman. Basada en l'òpera homònima del 2002, escrita i composta per Darren Smith i Terrance Zdunich, la pel·lícula és protagonitzada per Alexa Vega, Anthony Stewart Head, Sarah Brightman, Paris Hilton, Nivek Ogre, Zdunich, Bill Moseley i Paul Sorvino.
Repo! es va estrenar al FanTasia el juliol de 2008, seguit d'un llançament limitat el 7 de novembre de 2008, a set pantalles de diverses ciutats.

## Argument
L'any 2056, una epidèmia de fallades d'òrgans ha devastat el planeta i ha acabat amb el 99% de la població humana. La megacorporació GeneCo proporciona òrgans en un pla de pagament. Els clients que falten els pagaments són perseguits per Repo Men, assassins hàbils que "reposseeixen" els òrgans. El CEO de GeneCo, Rotti Largo, descobreix que està malalt terminal. Els fills de Rotti, Luigi, Pavi i Amber discuteixen sobre qui heretarà GeneCo ("Mark It Up"), però Rotti creu que cap d'ells és hereu digne i, en canvi, té previst donar la seva fortuna a Shilo Wallace, de 17 anys, la filla de la seva difunta exnúvia Marni.
La Shilo ha heretat de Marni una rara malaltia de la sang que obliga a quedar-se a casa, tot i que desitja veure el món exterior. El pare sobreprotector de Shilo, Nathan, creu que va matar accidentalment a Marni amb un tractament que va crear per a la seva malaltia; en realitat, un Rotti gelós va enverinar en secret la medicina de Marni i va fer xantatge a Nathan, prometent-lo no arrestar-lo si acceptava convertir-se en el cap de Repo Man de GeneCo, tot i que ha convençut Shilo que és metge. Una nit, Shilo visita secretament la tomba de Marni i es troba amb l'omniscient GraveRobber, que està desenterrant cossos per secretar Zydrate, un analgèsic eufòric i addictiu que ven al carrer per mantenir-se al dia amb els seus pagaments a GeneCo.
Rotti atrau Shilo a la fira de GeneCo amb la promesa d'una cura per a la seva malaltia. Allà coneix a Blind Mag, una cantant d'òpera i portaveu de celebritats de GeneCo. Nascuda cega, la Mag ha rebut ulls millorats quirúrgicament per GeneCo a costa d'una feina indefinida, tot i que aviat renunciarà. GraveRobber ajuda a Shilo a escapar del recinte firal, trobant-se amb diversos dels seus clients, inclosa l'addicta a la cirurgia Amber. Shilo s'assabenta que els ulls de Mag estan preparats per a la recuperació i que l'Amber la substituirà com a agent de GeneCo. Després de l'arribada de GeneCops, la Shilo torna ràpidament a la seva habitació abans que Nathan noti la seva desaparició.
Rotti contracta en Nathan perquè recuperi els ulls de Mag, però Nathan es nega, citant que Mag era la millor amiga de la Marni. Un Rotti enfurismat promet que en Nathan serà eliminat. Mag visita la Shilo i revela que és la seva padrina i que Nathan li havia dit que Shilo va morir amb Marni. Ella adverteix a Shilo que no cometi els mateixos errors que va cometre. Nathan arriba i obliga a Mag a sortir després que ella el renya per mentir i empresonar en Shilo. Mentrestant, Rotti redacta el seu testament, disposat a fer de Shilo el seu únic beneficiari.
Rotti convida a Shilo a l'òpera. Nathan es dirigeix a l'òpera per trobar-la, perseguit per GeneCops, a qui envia ràpidament. Amber fa el seu debut a l'escenari, però la seva actuació s'arruïna quan li cau la cara trasplantada. Mag completa la seva darrera actuació, però s'allunya de la gran final de la cançó, denunciant la família Largo i trepant-li els ulls en un acte de desafiament. Rotti talla els cables que suspenen Mag, empalant-la en una tanca, però assegura a l'audiència presa de pànic que la mort de Mag es va posar en escena com a part de l'espectacle.
Shilo és abordada per un Repo Man i l'ataca amb una pala, revelant que ell és Nathan. Enfadada s'enfronta a Nathan per mentir-li sobre la seva professió. A l'escenari, Rotti revela que Nathan ha estat enverinant la "medicina" de Shilo en un intent de mantenir-la al marge del món exterior després de no poder fer front a la pèrdua de la Marni. A mesura que la seva malaltia empitjora ràpidament, Rotti ofereix a Shilo GeneCo si mata el seu pare. Quan ella es nega, Rotti utilitza les seves últimes forces per disparar mortalment a Nathan, i mor després d'haver rebutjat els seus fills. Després d'un adéu plorós del seu pare, la Shilo se'n va, decidint que les accions del seu pare no dictin el seu futur.
Shilo fuig, deixant GeneCo sense hereu legal. Amber hereta l'empresa i subhasta la seva cara caiguda a la caritat, que Pavi guanya després que Luigi mati els tres millors licitadors.

## Repartiment
- Alexa Vega com a Shilo Wallace
- Paul Sorvino com a Rotti Largo
- Anthony Stewart Head com a Nathan / Repo Man
- Sarah Brightman com a Blind Mag
- Paris Hilton com a Amber Sweet
- Bill Moseley com Luigi Largo
- Nivek Ogre com a Pavi Largo
- Terrance Zdunich com a Lladrador de tombes
- Sarah Power com a Marni

Joan Jett fa un cameo tocant la guitarra durant la cançó "Seventeen". Dean Armstrong apareix com a víctima durant "Thankless Job". El coguionista Darren Smith apareix durant "We Started This Op'ra Shit" com a líder de la banda GeneCo. El col·laborador freqüent de Bousman J. LaRose apareix durant "Zydrate Support Network" com a portaveu de GeneCo.

## Producció

### Desenvolupament
El 1996, Darren Smith tenia un amic que estava passant per fallida i les possessions del qual estaven a ser executades. Inspirat per això, Smith va tenir la idea d'un futur on no sols es poguessin recuperar les propietats, sinó també les parts del cos. Smith i Terrance Zdunich van col·laborar idees i arguments per crear la primera versió de Repo!, titulada The Necromerchant's Debt, que explicava la història d'un lladre de tombes en deute amb un Repo Organ Man. Es va estrenar al teatre John Raitt l'any 2002. Després de tenir tant d'èxit, Smith i Zdunich van ampliar l'univers per crear totes les històries que es van convertir en Repo! The Genetic Opera més tard el 2002. Es van fer molts canvis, gradualment, en els personatges i la música al llarg de diverses encarnacions fins al 2005. Per exemple, Rotti, en les primeres actuacions, no va ser pare de Luigi, Pavi i Amber. En canvi, era un germà petit de Luigi i Pavi, mentre que Amber era filla de Luigi. Les lletres es van ajustar a arcs nous i algunes cançons es van deixar desestimar del tot , com ara "But This Is Opera!", retallades en un esforç per canviar la direcció del personatge de Mag.
Després d'anys de ser representada com a obra teatral, Repo! va ser adaptada a un curtmetratge de deu minuts dirigit i finançat per Darren Lynn Bousman per presentar la idea als estudis de cinema. La pel·lícula va ser protagonitzada per Shawnee Smith com a Amber Sweet (llavors anomenada "Heather Sweet"), Michael Rooker com a Repo Man, Kristen Fairlie com a Shilo, Zdunich com a GraveRobber i J. Larose com a Pavi.

### Rodatge
Un cop recollida per Lionsgate, la fotografia principal va començar el setembre de 2007 al Canadà. La pel·lícula estava programada per ser es va estrenar el 25 d'abril de 2008, però es va retardar fins al 7 de novembre. El líder de X Japan Yoshiki va produir la banda sonora, juntament amb la composició d'una pista addicional per a la pel·lícula.

## Llançament

### Estrena a sales
La pel·lícula va rebre una estrena limitada als Estats Units i al Canadà el 7 de novembre de 2008. Va tenir un llançament canadenc més limitat, es va projectar a Toronto del 21 al 27 de novembre de 2008. Va ser llançat a la República Txeca el 20 de novembre, seguit per una estrena en cinemes a Espanya el 2 de gener de 2009. El desembre de 2008, es van anunciar diverses projeccions als Estats Units que es van celebrar entre el 13 i el 24 de gener de 2009 a sales de diverses ciutats. The Repo! Road Tour va fer la seva quarta i última etapa a Europa del 7 al 12 de març de 2009.
Després de l'estrena inicial al cinema i les vendes de DVD, el suport dels fans ha provocat Repo! The Genetic Opera que es representarà en sales selectes durant el 2009 i fins ben entrat el 2014, algunes amb "repartiment a l’ombra" en què un grup d'actors i intèrprets representen la pel·lícula davant de la gran pantalla mentre la pel·lícula es projecta a l'escenari, molt semblant als seguidors de The Rocky Horror Picture Show.Es va estrenar en una projecció especial a la Convenció Internacional de Còmics de San Diego de 2010.

### Mitjans domèstics
La pel·lícula es va estrenar el 20 de gener de 2009 en DVD i Blu-ray als Estats Units. Al Canadà, el DVD es va llançar el 20 de gener de 2009 i el Blu-ray es va publicar el 10 de febrer de 2009. Va ser llançat en DVD i Blu-ray al Regne Unit el 9 de març de 2009. Va ser llançat a Irlanda el 6 de març de 2009. El DVD es va publicar a Alemanya el 14 d'abril. El llançament en DVD dels EUA conté dos comentaris d'àudio (un de Bousman i els actors Vega, Moseley i Ogre; l'altre de Bousman, els creadors Smith i Zdunich, i el productor musical Joseph Bishara), dos llargmetratges i el tráiler teatral. El Blu-ray conté totes les característiques del DVD, inclòs un comentari d'àudio d'escena seleccionada de Bousman i Hilton, dos reportatges addicionals, un vídeo cantat amb el cor que rebota, quatre escenes suprimides i el tràiler teatral.

## Recepció

### Resposta crítica
Al lloc web de l'agregador de ressenyes Rotten Tomatoes, el 37% de les crítiques de 59 crítiques són positives, amb una valoració mitjana de 4,5/10. El consens del lloc web diu: "Bombàstic i intencionadament gruixut, Repo! The Genetic Opera té un estil únic, però no té ni l'enginy i la substància per implicar-te. Metacritic, que utilitza un mitjana ponderada, va assignar a la pel·lícula una puntuació de 32 sobre 100, basada en 15 crítics, indicant crítiques "generalment desfavorables".
Nathan Lee de The New York Times va declarar que la pel·lícula "se sent destinada a agradar a un grup de fans i ningú més" i va criticar la música, dient: "Unes quantes melodies enganxadores, algunes lletres intel·ligents o fins i tot la sensació que la partitura no era només una pista llarga i sense modular podria haver animat aquesta història singularment inert..." Tasha Robinson per a The A.V Club va dir: "Un dels problemes principals amb Repo! The Genetic Opera és que gairebé tots els seus aspectes s'allargan massa. Les cançons generalment estan exagerades. la qual cosa és un problema particular donat que la majoria d'elles també són àtones i avorrides, ja sigui cantats o aparentment muntats a partir d'una sèrie de línies maldestres, mal ajustades i amb prou feines rima". I, finalment, "... em vaig passar la gran majoria de la pel·lícula avorrit o retorçant-me amb la incomoditat pel gore barat, les cançons arrítmiques i les actuacions fenomenalment grandiloqüents..."

### Taquilla
Repo! va recaptar 53.684 dòlars el cap de setmana d'obertura, una mitjana de 6.711 dòlars per teatre. L'estrena completa de la pel·lícula en onze sales va guanyar 146.750 dòlars als Estats Units i 41.376 dòlars addicionals a nivell internacional, per un total de 188.126 dòlars a tot el món.

### Reconeixements
L'actuació d'Hilton li va guanyar el Premi Golden Raspberry pel Pitjor actriu de repartiment als 29ns Premis Golden Raspberry. Les cançons "Chase the Morning", "Chromaggia" i "Zydrate Anatomy" van ser preseleccionades per al Oscar a la millor cançó original, encara que cap va ser nominada.